# Maharaja Sayajirao University of Baroda

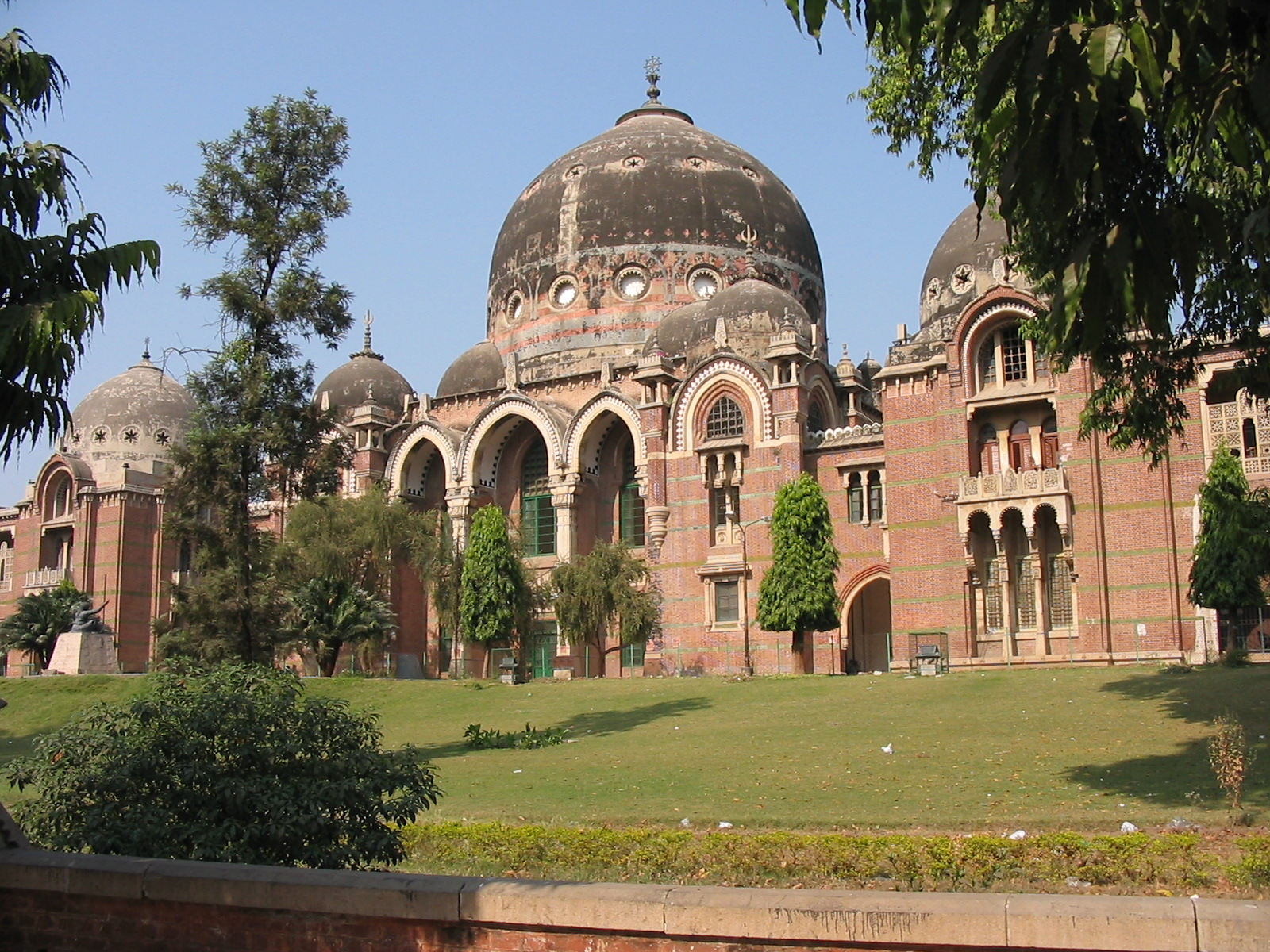
Universitätsgebäude

Die Maharaja Sayajirao University of Baroda (MSU), das frühere Baroda College, ist eine Universität in Vadodara in Gujarat, Indien. Sie ist nach Maharaja Sayajirao Gaekwad III (1863–1939) benannt. Die 1949 gegründete Universität ging aus dem älteren Baroda College (gegr. 1881) hervor.
Die namhafte Faculty of Fine Arts wurde 1950 gegründet.  Dort studierte Vivan Sundaram Malerei und Bhupen Khakhar ließ sich zum Kunstkritiker ausbilden.